# روابط ارمنستان و پرتغال
روابط خارجی بین ارمنستان و پرتغال وجود دارد. هیچ‌کدام از این کشورها سفیر مقیم ندارند. ارمنستان از طریق سفارت خود در رم (ایتالیا) در پرتغال نمایندگی دارد. پرتغال از طریق سفارت خود در مسکو در ارمنستان نمایندگی دارد. علاوه بر این، پرتغال از طریق کنسولگری افتخاری خود در خیابان نعلبندیان در ایروان در ارمنستان نمایندگی دارد. کنسولگر آن ساموئل ساموئلیان است.